# Смерічка
«Смерічка» — український естрадний вокально-інструментальний ансамбль.

## Історія

### Вижницький період (1966—1973)
Перший склад
Ансамбль створено у 1966 випускником Мукачівського музично-педагогічного училища Левком Дутківським у Вижницькому Будинку культури. До його складу увійшли:
- вокальна група (бек-вокал) у складі: Раїса Хотимська, Марія Наголюк, Стела Фрунзе і Ніна Цопа та
- біг-біт група, до складу якої увійшли Олексій Гончарук — вокал, гітара; Олександр Шкляр — соло-гітара, саксофон; Юрій Шорін — барабани; Віктор Музичко — бас-гітара, вокал; Валерій Бурмич і Леонід Сіренко — духові; Л. Дутківський — клавіші, гітара, вокал.

Перші солісти ансамблю «Смерічка»: Лідія Шевченко, Віталій Середа, Володимир Михайлюк, Володимир Матвієвський, Марія Ісак. Новостворений ансамбль почав грати в новому музичному стилі біг-біт.
Прихід Василя Зінкевича і Назарія Яремчука
У кінці 1968 у ансамблі з'явився співак-початківець Василь Зінкевич, у листопаді 1969 свої перші кроки у вокальній школі Л. Дутківського почав робити Назарій Яремчук.
Перша відзнака і платівка
У квітні 1970 ансамбль отримав Диплом першого ступеня і Велику Золоту медаль на Республіканському фестивалі-конкурсі самодіяльного мистецтва. Московська фірма «Мелодія» випустила першу платівку-міньйон «Смерічки» з конкурсними піснями.
Гурт першим серед радянських ВІА почав виступати в сценічних костюмах, які поєднували моду того часу з елементами традиційного строю. Цим «Смерічка» завдячує модельєру Аллі Дутковській. Згодом образами «Смерічки» надихнулись інші відомі ВІА, наприклад «Песняри», «Сябри», «Кобза».
Склад 1970 року
З 1970 у «Смерічці» брали участь: Левко Дутківський (музичний і художній керівник, клавішні), Октавіан Бендас (лідер-гітара), Олександр Мараков (ритм-гітара, вокал), Олег Федотов (бас-гітара), Олександр Мазан (ударні інструменти), Валерій Бурмич, Олесь Курик, Олександр Бродовінський, Василь Гнатюк (духові інструменти), Галина Мокрецова, Таня Герасимова, Одарка Журумія, Марія Наголюк, Зоя Маслова (бек-вокал), Марія Ісак, Мирослава Єжиленко (з 1972 р.), Василь Зінкевич, Назарій Яремчук (солісти).
1972
У 1972 році «Смерічка» у Москві перемогла у телеконкурсі «Алло, ми шукаємо таланти» з піснею Левка Дутківського «Горянка». Ансамбль нагородили Почесною Грамотою Президії Верховної Ради УРСР, він отримав звання народного. У ці два роки «Смерічка» взяла участь у телеконкурсах в Москві. Зокрема «Пісня-71» з піснею В. Івасюка «Червона рута» та «Пісня−72» з піснею Володимира Івасюка «Водограй».

### Чернівецький період (1973—1995)
Переїзд у Чернівецьку філармонію і всесоюзна слава
1 квітня 1973 «Смерічка» під керуванням Левка Дутківського разом з солістами Назаром Яремчуком і Василем Зінкевичем переходить на професійну сцену у Чернівецьку філармонію. Дутківський запрошує до ансамблю нових вокалістів. У «Смерічці» співають: Алла Зборлюкова, Людмила Артеменко (пізніше солістка Дніпропетровського ансамблю «Водограй»), Анастасія Лазарук з Кишинева (тепер популярна поп-зірка в Румунії) пізніше сестри Євгенія та Катерина Зайцеви, а також Надія Пащенко з Києва, Олена Шевченко із Закарпаття (майбутня дружина Н. Яремчука).
Успішні гастролі, скрізь переаншлаги по Всьому Радянському Союзі. У цей час за участю ансамблю «Смерічка» знімаються телестрічки «Стартує пісня», «Ти плюс я — весна» та ін. Ансамбль «Смерічка» бере участь у Днях української літератури та мистецтва в Естонії, у багатьох фестивалях мистецтв: «Московські зірки», «Київська весна», «Марцешор», «Буковинська весна», «Кримські зорі», «Білоруська музична осінь».
Колектив в 1975 р. записує на фірмі «Мелодія» свій перший диск-гігант з піснями Левка Дутківського, Володимира Івасюка, Валерія Громцева, Г. Скупінського, який у 1976 розходиться великим накладом.
Чорна смуга в 1975
У 1975 виходить фільм естонського телебачення під назвою «Виступає ансамбль „Смерічка“ / Laulab ansambel „Smeritška“ під керуванням Левка Дутківського», знятий на Буковині і у Косівському та Коломийському районах Івано-Франківщини. Після зйомок цього фільму в житті «Смерічки» наступає чорна смуга. На партзборах у філармонії почалась чергова критика і цькування ансамблю. Для колективу створюються певні «творчі умови», а також виснажливі гастролі. Усе це не сприяє творчому зростові колективу. Першим не витримує Василь Зінкевич і літом 1975 року переходить працювати в ансамбль «Світязь». За ним покидає філармонію і Назарій Яремчук. Переходить на телебачення Левко Дутківський у жовтні 1975 р. і стає звукорежисером.
Повернення Назарія Яремчука
Назарію запропонували житло, і він повернувся у філармонію. У цей час в ансамблі почали працювати: Назарій Яремчук, Давид Степановський, Алла Зборлюкова (солісти), сестри Євгенія і Катерина Зайцеві, Олена Шевченко-Яремчук, (бек-вокал), Гама Скупинський (музичний керівник, клавіші) трохи пізніше музичним керівником і піаністом стає Володимир Таперечкін, Олександр Герцен (гітара) В'ячеслав Рябченко (фортепіано), Андрій Зомборі (бас-гітара), Алік Шерман, Пилип Майзель, Микола Григорович (духові), Слава Борисенко (ударні), Натан Зільберман (оригінальний жанр).
ВІА «Смерiчка» з Назарієм Яремчуком репрезентує своє мистецтво в Чехословаччині та НДР. В 1976 році ансамбль записує платівку-міньйон з піснями Левка Дутківського «Якщо мине любов», «Посміхнулась ти» (соліст Назарій Яремчук) та «Жива вода» (солісти Назарій Яремчук та Д. Степановський). Склад ансамблю постійно змінюється. В 1978 році ВІА «Смерічка» записує свою нову платівку під керуванням В. Таперечкіна. Поступово творчість ансамблю занепадає, і «Смерічка» втрачає свою популярність.
Повернення Левка Дутківського
1979 року філармонія на прохання Назарія Яремчука реорганізує колектив, і знову запрошує очільником ансамблю Левка Дутківського та залишає у складі ансамблю лише Назарія Яремчука та Павла Дворського. Левко Дутківський запросив в ансамбль нових артистів: співака Віктора Морозова, барабанщика Ігора Леська, гітариста Юрія Луцейка, бас-гітариста Олександра Соколова, клавішників Віталія Середу і Володимира Прокопика та бек-вокалісток — Світлану Гнатюк-Дворську та Світлану Соляник.
ВІА «Смерічка» знову здивували глядача концертною програмою з нових пісень Л. Дутківського, В. Морозова, Павла Дворського, новаторською режисурою Л. Дутківського, одним з перших у Союзі світло-лазерним оформленням. Художник-модельєр Алла Дутківська подивувала оригінальним і майстерним вирішенням нових комплектів стилізованих концертних костюмів. До ансамблю «Смерічка» знову повернулася всесоюзна популярність.
У цей період Н. Яремчук здобув звання дипломанта та приз глядацьких симпатій на фестивалі «Братиславська ліра» з піснею Раймонда Паулса «Я тебя рисую», а також ансамбль «Смерічка» отримав Республіканську комсомольську премію ім. М. Островського. У 1980 році «Смерічка» записує на фірмі «Мелодія» платівку-міньйон з піснями Левка Дутківського та Віктора Морозова.
«Смерічка» на чолі з Назарієм Яремчуком
У 1982 році, після призначення Дутківського режисером-постановником філармонії, «Смерічку» очолює Назарій Яремчук, музичну частину — О. Соколов, пізніше — В. Прокопик.
У 1984 році гурт став лауреатом всесоюзного огляду-конкурсу тематичних програм, через рік — дипломантом XII Всесвітнього фестивалю молоді.
Після залишення ансамблю В. Морозовим і кількома іншими музикантами, гурт деякий час акомпанував Назарію Яремчуку і Павлу Дворському.
1995 року зі смертю Назарія Яремчука гурт припинив існування.

## Наставники і покровителі
Неоцінимий вклад в формування й становлення гурту внесла тодішня зірка естради Сіді Таль.

## Дискографія
Грамплатівки
- 1970 — «Пісня з України. Чернівецька область» (EP, «Мелодія»)
- 1976 — «Смерічка» (LP, «Мелодія»)
- 1977 — «Песни Л. Дутковского» (EP, «Мелодія»)
- 1979 — «Смеричка» (C62—11715-16, EP, «Мелодія»)
- 1980 — «Смеричка», (Г62—07896, EP, «Мелодія»)
- 1981 — «Смеричка», (С62—15813-14, EP, «Мелодія»)
- 1987 — «Смерічка» (LP, «Мелодія»)
- 1990 — «Чумацький Шлях» (з Назарієм Яремчуком, C60 29993 008, LP, «Мелодія»)

Компакт-диски
- 2005 — Вокально-інструментальний ансамбль Смерічка. Золота колекція (CD, «Астра Рекордс»)
- 2008 — Смерічка (CD, «Мелодія»)